# Eugène Grébaut
Eugène Grébaut /øˈʒɛn ɡʁeˈbo/ (1846 – 8 gennaio 1915) è stato un egittologo francese.

## Biografia
Nel 1883 succedette a Eugène Lefébure come direttore dell'Institut Français d'Archéologie Orientale al Cairo (istituto fondato da Gaston Maspero nel 1880).
Tre anni dopo, nel 1886, succedette allo stesso Maspero come direttore del Dipartimento delle antichità egizie (dipartimento fondato da Auguste Mariette nel 1858), posizione che mantenne fino al 1892 (la direzione dell'istituto di Archeologia Orientale fu lasciata a Jacques de Morgan).
Duranti gli scavi da lui diretti nel 1896/97 fu scoperto il manoscritto del Vangelo apocrifo di Pietro.
Dal 1886 al 1889 fu anche direttore del Museo del Boulaq, il primo vero museo pubblico di Egittologia in Egitto, fondato nel 1858 da Auguste Mariette.
Successivamente, dal 1892, divenne lettore di Storia antica presso l'Università della Sorbona a Parigi.

## Opere principali
- Hymne à Ammon-Ra: des papyrus égyptiens du Musée de Boulaq, A. Franck, Parigi, 1874[3].